# Angelo Mosso
Angelo Mosso, né à Turin le 30 mai 1846 et mort dans la même ville le 24 novembre 1910, est un médecin, physiologiste et archéologue italien.

## Biographie
Angelo Mosso, étudiant en médecine à l'Université de Turin, est l'élève de Jacob Moleschott. Docteur en médecine en 1870, il rejoint l'Université de Florence pour travailler dans le laboratoire de Moritz Schiff à l'Istituto di studi superiori. En 1874, il étudie à Leipzig auprès de Carl Ludwig pendant deux ans, puis à Paris avec Jean-Martin Charcot; il y rencontre Marey et Brown-Séquard.
En 1879, il occupe la chaire de physiologie de l'Université de Turin, succédant à Moleschott parti pour Rome. Il est élu membre de l'Accademia dei Lincei la même année. Il fonde en 1882 les Archives italiennes de Biologie  publiées alors en français.
Retiré en Crète pour des raisons de santé, il s'intéresse à l'archéologie et publie plusieurs ouvrages remarqués sur ce sujet.

## Travaux
Son intérêt se porte sur la relation entre physiologie et psychologie. Mosso est le physiologiste qui a inventé la première technique de neuroimagerie. Mosso a commencé par enregistrer la pulsation du cortex humain chez les patients avec des défauts du crâne suivant des procédures neurochirurgicales: d'après ses découvertes que ces pulsations changent pendant l'activité mentale, il a déduit que pendant les activités mentales le flux sanguin augmente vers le cerveau. Ensuite, Mosso a inventé «l'équilibre de la circulation humaine», redécouvert par Stefano Sandrone et ses collègues,pour mesurer de manière non invasive la redistribution du sang pendant l'activité émotionnelle et intellectuelle, même chez les sujets sains.
Ses travaux concernent également les effets physiques de la peur et de la fatigue, la circulation sanguine et la respiration en altitude. Il sera le fondateur en 1893 du Laboratoire, en altitude de la Capanna Regina Margherita sur le Mont Rose. Il s’intéresse à l'éducation physique et sportive. 
À l'exemple des méthodes de recueil dynamiques des variables physiologiques de Karl Ludwig, Mosso perfectionne  plusieurs instruments de mesure utilisés en physiologie : le pléthysmographe, le sphygmomanomètre, l'ergographe, le spiromètre. Il aura Lombroso et Pagliani (1847-1932) comme assistants à Turin et Masherpa, directeur de l'institut pharmacologique de Pavie, Maggiora, Kiesow (1858-1940), Gaetano Viale.

## Œuvres et publications
- (en) « Crooninan lecture. - The Temperature of the Brain, especially in relation to Psychical Activity » (Abstract), in : Proceedings of the Royal society of London. vol.51 R. Taylor (London), 1892, p. 83-85 lire en ligne sur Gallica.

En traduction française :
- La peur : étude psycho-physiologique, traduit de l'italien sur la 3e édition par Félix Hément, Paris, Félix Alcan, coll. «Bibliothèque de philosophie contemporaine», 1886. lire en ligne sur Gallica
- La fatigue intellectuelle et physique, traduit de l'italien sur la 5e édition par P. Langlois, Paris, Félix Alcan, coll. «Bibliothèque de philosophie contemporaine», 1894, lire en ligne sur Gallica.
- Les exercices physiques et le développement intellectuel, traduit de l'italien par Valentine Claudius-Jacquet, Paris, Félix Alcan, coll. «Bibliothèque scientifique internationale», 1904.

## Titres et récompenses
Commandeur de l'Ordre des Saints-Maurice-et-Lazare.
Chevalier de l'Ordre Civil de Savoie.
Commandeur de l'Ordre de la Couronne d'Italie.
Membre de l'Académie des XL (1897).
Membre de l'Académie des Lyncéens.
Correspondant de l'Académie des sciences de Paris (1898).
Correspondant étranger de l'Académie de médecine (séance du 5 juin 1906).

## Galerie

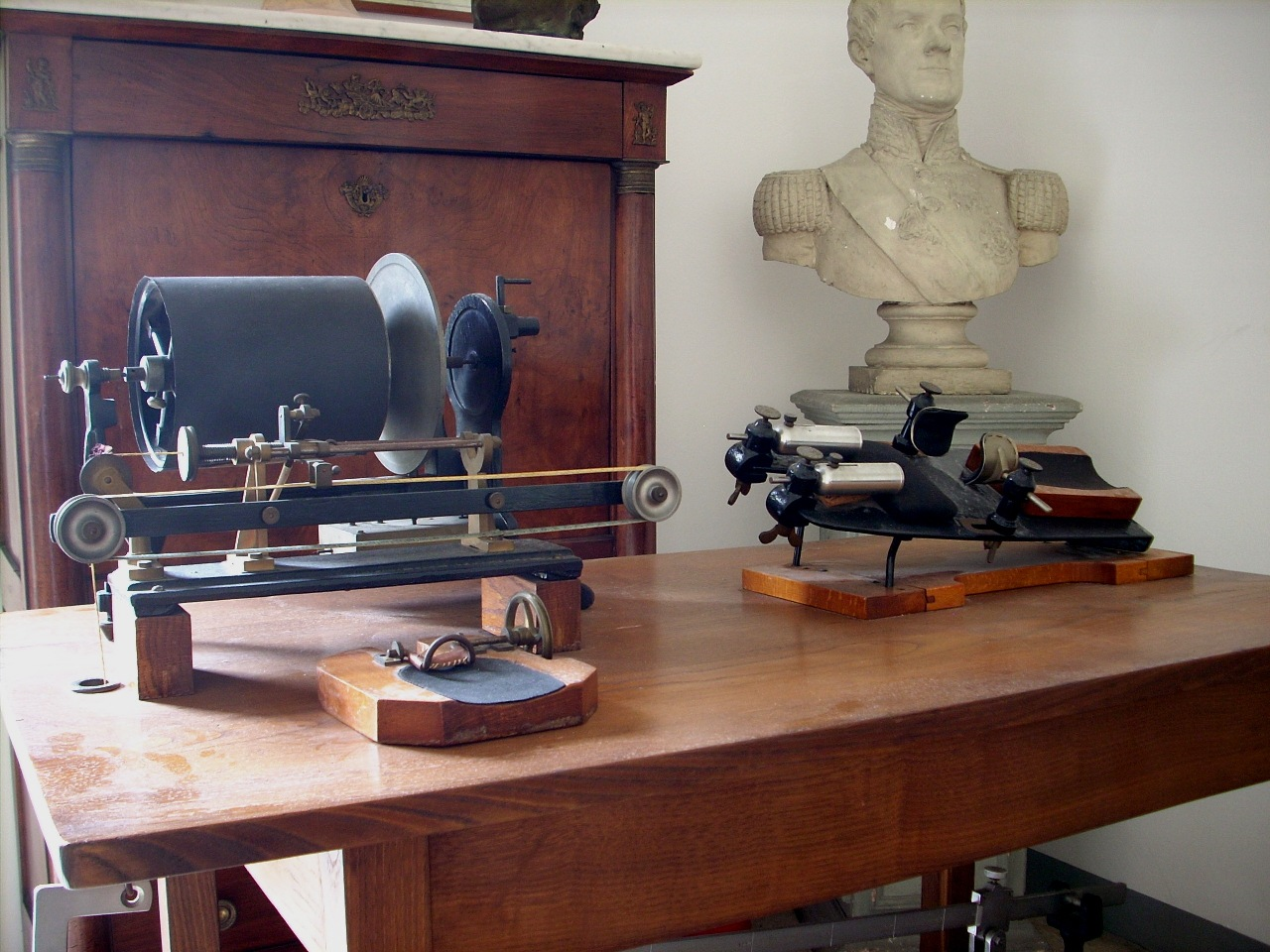
L'ergographe de Mosso conservé à L'Académie de Médecine de Turin.
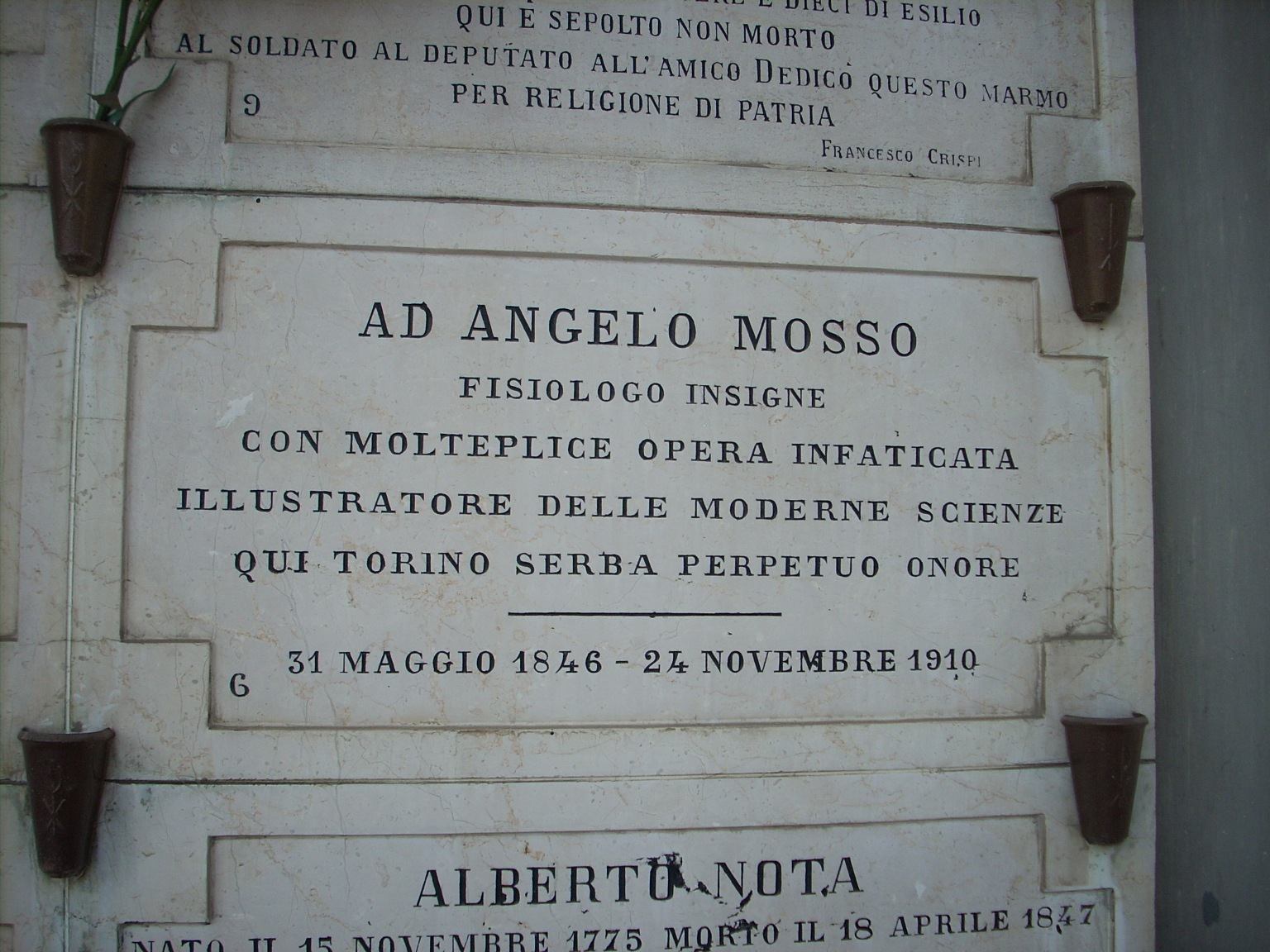
Plaque funéraire de la tombe d'Angelo Mosso.